# Hans Kamecke
Hans Kamecke (Halberstadt, 18 agosto 1890 – Kolpino, 16 ottobre 1943) è stato un generale tedesco della Wehrmacht durante la seconda guerra mondiale.
Comandante della 137ª divisione di fanteria, venne impiegato coi suoi uomini sul fronte russo durante la seconda guerra mondiale. Kamecke venne ucciso in combattimento il 16 ottobre 1943 presso Kolpino, in Unione Sovietica. Il 27 ottobre 1943 gli venne concessa postuma la croce di cavaliere della croce di ferro.